# Попешть (Бакеу)
Попешть, Попешті (рум. Popești) — село у повіті Бакеу в Румунії. Входить до складу комуни Гейчана.
Село розташоване на відстані 230 км на північ від Бухареста, 34 км на південний схід від Бакеу, 94 км на південь від Ясс, 119 км на північний захід від Галаца, 147 км на північний схід від Брашова.

## Населення
За даними перепису населення 2002 року у селі проживали 236 осіб, усі — румуни. Усі жителі села рідною мовою назвали румунську.